# Lynsey Sharpová
Lynsey Sharpová (* 11. července 1990) je britská atletka, běžkyně, mistryně Evropy v běhu na 800 metrů z roku 2012.

## Sportovní kariéra
Jejím otcem je Cameron Sharp, britský sprinter, vicemistr Evropy v běhu na 200 metrů z roku 1982.
V roce 2011 získala stříbrnou medaili v běhu na 800 metrů na evropském šampionátu do 23 let. O rok později se stala po diskvalifikaci Jeleny Aržakovové mistryní Evropy na této trati. V roce 2014 vybojovala na mistrovství Evropy v Curychu stříbrnou medaili v běhu na 800 metrů, ve finále si vytvořila osobní rekord 1:58,80.